# Aci San Filippo
Aci San Filippo (Jaci San Fulippu in siciliano) è una frazione di 12 600 abitanti del comune di Aci Catena, nella città metropolitana di Catania.
Si trova al confine con il comune di Valverde.

## Storia
Nel XVII secolo, all'epoca del dominio spagnolo, Aci San Filippo era staccata da Aci Catena ed era chiamata Xacche.
Nel corso dei secoli la frazione è stata segnata da disastri naturali; il terremoto del 20 febbraio 1818 di magnitudo 6.0 con epicentro tra Aci Catena e Aci Sant'Antonio e il terremoto del 26 dicembre 2018 di magnitudo 4.9 con epicentro a Viagrande.

## Monumenti e luoghi d'interesse
- Basilica di San Filippo d'Agira (Aci San Filippo), con facciata settecentesca e campanile che riporta la data del 1558. Nel gennaio 2009 papa Benedetto XVI l'ha elevata alla dignità di basilica minore.[1]
- Eremo di Sant'Anna
- Terme di Santa Venera al Pozzo

## Sport

### Calcio
La principale squadra calcistica della città è l'A.C.D. Aci San Filippo Calcio, che milita in Prima Categoria. Fu fondata nel 1978.